# 덴마크령 서인도 제도 조약

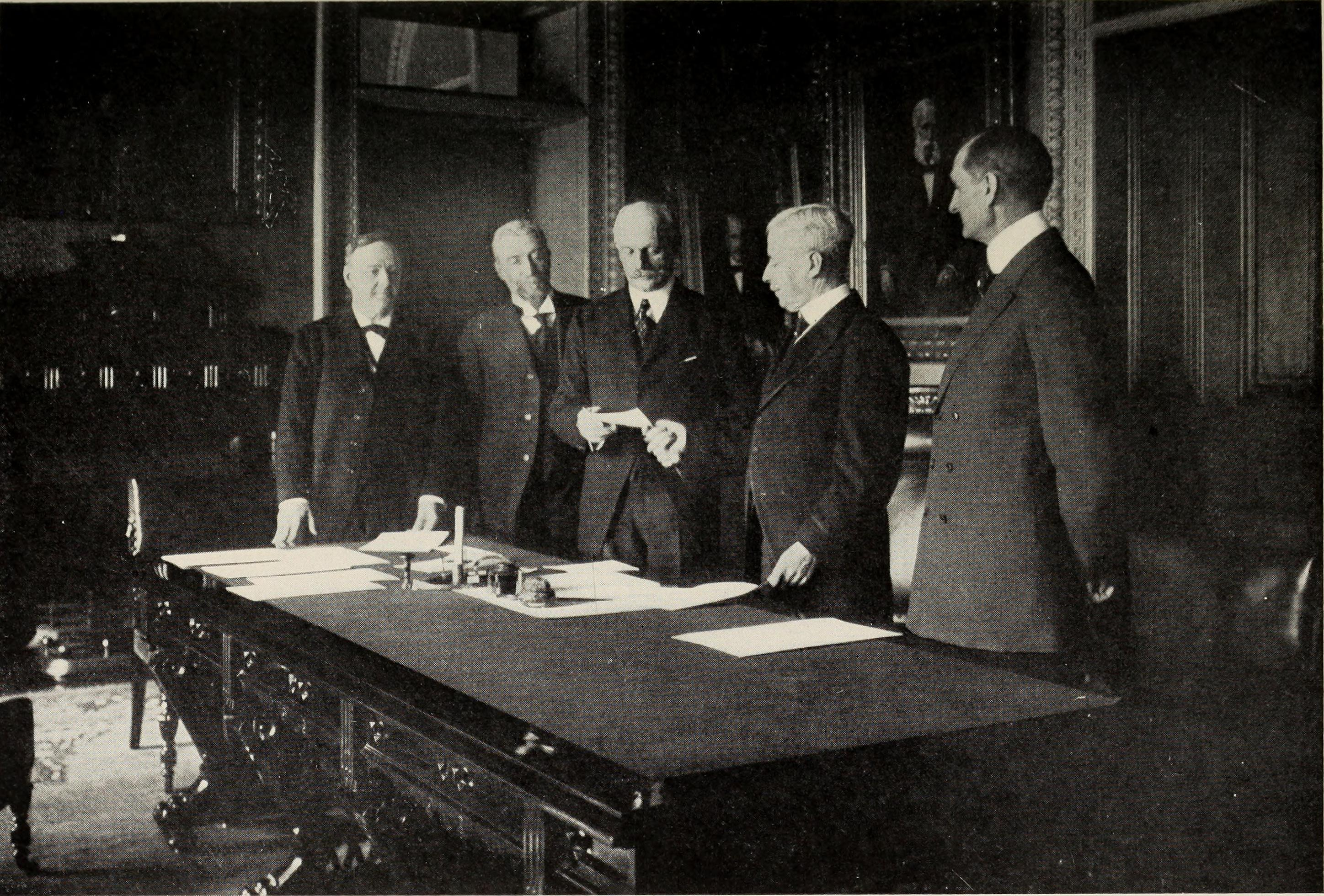
덴마크령 서인도 제도 조약 이후 1917년 송금

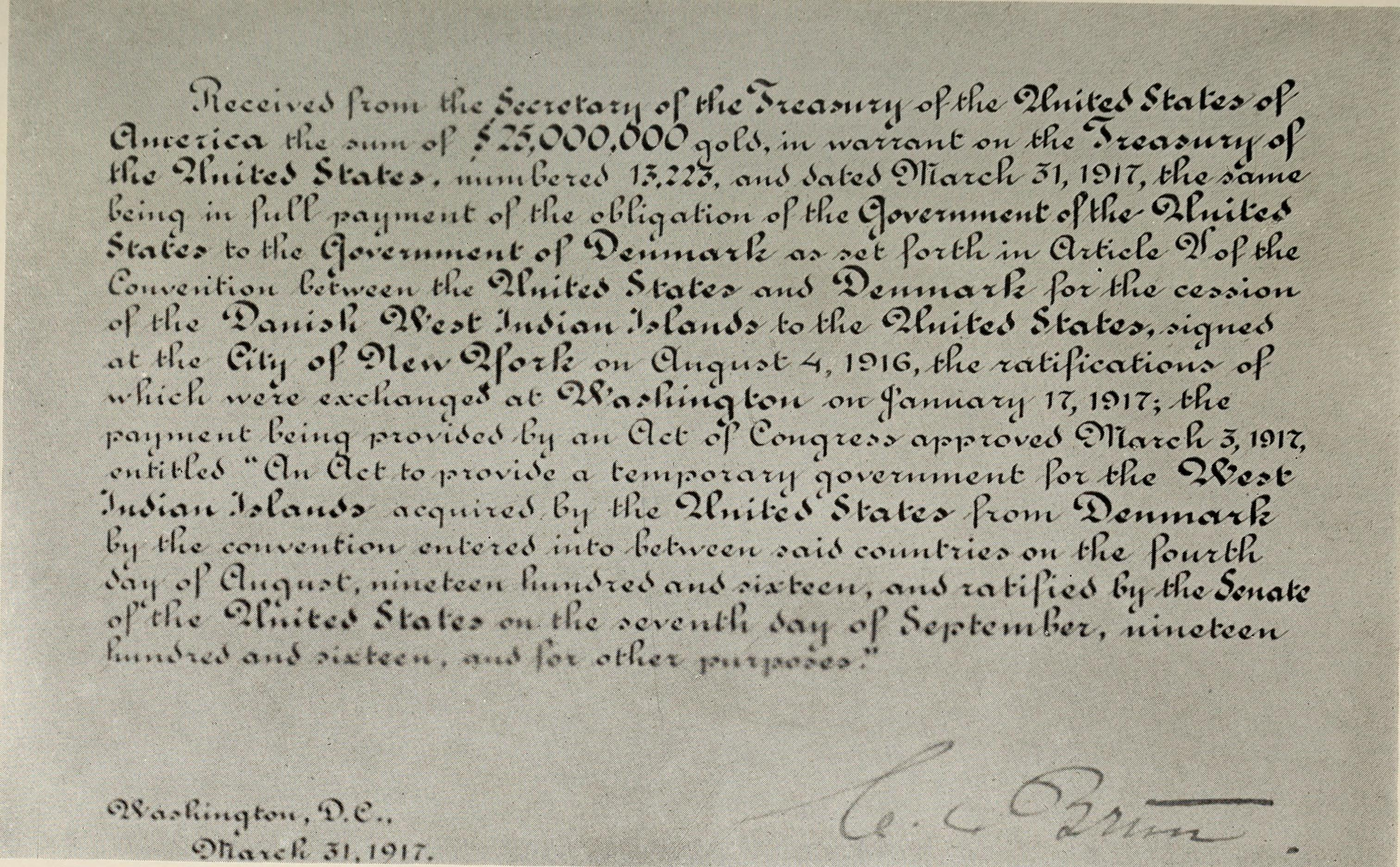
덴마크령 서인도 제도 조약에 대한 2,500만 미국 달러 영수증

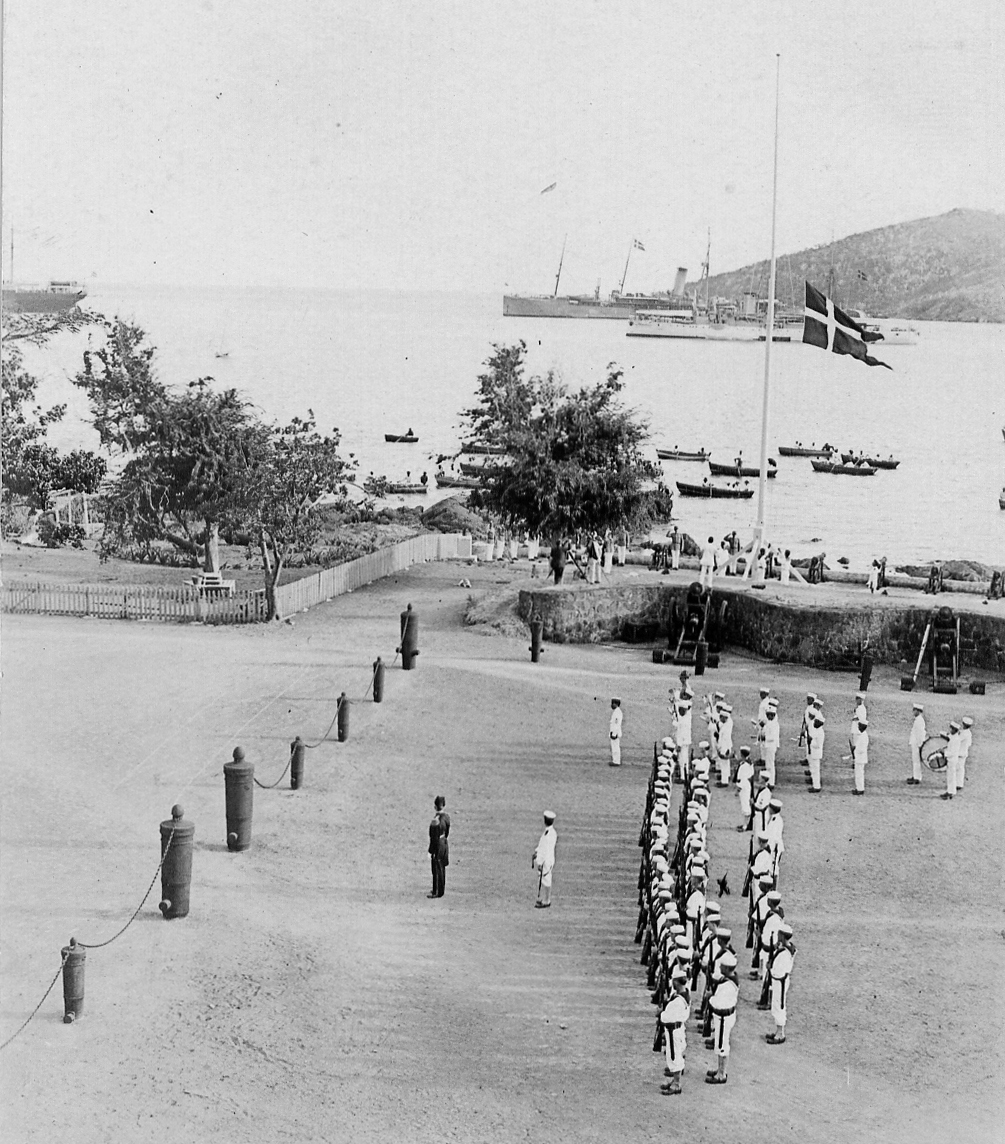
1917년 3월 31일, 251년간의 덴마크 식민 통치 후 성 크로이의 총독 관저에서 마지막으로 단네브로가 내려진다

덴마크령 서인도 제도 조약(덴마크어: Vestindiens traktat), 공식 명칭은 덴마크령 서인도 제도의 할양에 관한 미국과 덴마크 간의 협정(덴마크어: Konventionen mellem USA og Danmark)으로, 1916년 조약을 통해 덴마크가 덴마크령 서인도 제도의 주권을 미국에 2,500만 미국 달러($595백만 2025년 기준)에 매각하였다. 이것은 미국 영토의 가장 최근의 영구적인 확장 중 하나이다.

## 역사

### 배경
섬 중 두 곳은 17세기부터 덴마크령이었고, 세인트 크로이는 1733년부터 덴마크령이었다. 이 식민지의 전성기는 1750년경부터 1850년까지였으며, 환적 무역과 아프리카인 노예를 노동력으로 사용한 럼과 설탕 생산을 기반으로 하였다. 19세기 후반에 이르러 설탕 생산은 사탕무 재배로 인해 어려움을 겪게 되었고, 1848년에 노예 제도가 폐지되었음에도 불구하고 농경지와 무역은 여전히 백인 인구의 통제하에 있었으며, 노예 후손들의 생활 환경은 열악했다. 1850년대 초에 이 섬들은 덴마크에서 통치하기에 점점 더 수익성이 없고 비용이 많이 들게 되었다.
1864년 제2차 슐레스비히 전쟁에서의 패배 후 빈 조약 협상에서 덴마크는 섬들을 남 유틀란트(슐레스비히)와 교환할 것을 제안했지만, 프로이센 정부는 관심이 없었다.
남북 전쟁 직전, 미국은 카리브 제도 해군 기지로서 섬들에 관심을 가졌다. 전쟁이 끝난 후 1867년 10월 24일, 덴마크 의회인 릭스다그는 두 섬인 성 토머스와 성 존을 750만 미국 달러에 매각하는 조약을 비준했다. 그러나 미국 상원은 섬을 강타한 여러 자연재해와 앤드루 존슨 대통령과의 정치적 불화(결국 그의 탄핵으로 이어짐)에 대한 우려로 인해 조약을 비준하지 않았다.
협상은 1899년 발터 크리스마스의 비공식 외교에 이어 재개되었다. 1902년 1월 24일, 워싱턴은 500만 미국 달러에 섬을 양도하는 협정에 서명했다. 이 조약은 덴마크 의회의 한 의원인 란드스팅에서 야당의 방해로 인해 할당된 시간 내에 승인되지 못했다. 1902년 6월에 새로운 조약이 체결되어 비준 기한을 1년 연장했다. 덴마크 의회의 한 의원인 폴케팅은 제안을 통과시켰지만, 다른 의원인 란드스팅에서는 10월 22일에 32대 32(한 명 기권)로 부결되었다. 특히 보수당인 회레는 이 조약이 현지 주민에게 해당 문제에 대한 투표권을 보장하지 않고, 미국 시민권이나 미국으로의 설탕 수출에 대한 관세 면제를 부여하지 않는다는 이유로 반대했다. 역사학자 폴 엥엘스토프트에 따르면, 의회 의장 요한 헨리크 데운체르가 그의 당인 벤스트레 개혁당이 지지했음에도 불구하고 개인적으로 매각에 반대했다는 점에는 의심의 여지가 없으며, 란드스팅이 제안을 통과시키지 못하자 그는 내각이 사임할 이유가 없으며, 란드스팅을 해산하거나 매각과 관련된 추가 작업에 대한 책임을 지지 않겠다고 발표했다. 이로 인해 절차는 중단되었다.

### 1915–16년 협상
노동 지도자 데이비드 해밀턴 잭슨은 1915년 5월 코펜하겐을 방문했다. 그는 섬에서 증가하는 사회적 절망과 섬들이 경제 위기에 대처하기 위해 미국의 관세영역에 편입되어야 할 필요성에 대한 인식을 성공적으로 높였다. 그의 방문 후, 폴케팅의 대다수는 섬에 대한 덴마크의 지배가 끝나야 한다고 확신했다. 제1차 세계 대전은 새로운 상황을 만들었다. 독일의 무제한 잠수함 작전의 결과로 독일과 미국의 관계는 악화되었고, 미국인들은 덴마크 침공 후 독일이 섬들을 장악할 수도 있다는 우려를 했다. 이는 먼로주의에서 언급되었듯이 미국인들에게 용납할 수 없는 일이었다.
덴마크 정부는 주민들과 덴마크의 안보를 위해 섬들이 팔려야 하며, 미국이 전쟁에 참여하기 전에 양도가 이루어져야 덴마크의 중립성을 위반하지 않을 것이라고 확신했다. 1915년 5월, 덴마크 외무장관 에리크 스카베니우스는 미국 정부에 섬들을 미국에 팔아야 한다고 생각하지만 공식적인 제안은 하지 않을 것이며, "만약 미국이 그러한 매각 가능성에 대한 고려에 어떤 격려를 해준다면 가능할 수도 있다"는 메시지를 전달했다.
1915년 10월 29일, 미국의 국무장관 로버트 랜싱은 협상을 재개할 수 있었다. 1916년 8월까지 이어진 협상은 덴마크의 중립성을 유지하기 위해 철저히 비밀에 부쳐졌다. 비록 장차 매각될 것이라는 소문이 언론에 새어나갔지만, 스카베니우스와 재무장관 에드바르트 브란데스는 모두 이를 단호히 부인했다. 기록 자료에 따르면, 이 회담에서 랜싱은 섬 매각에 대한 합의가 이루어지지 않으면 미군이 독일에 의한 점령을 막기 위해 섬을 점령할 수도 있다고 암시했다.
1916년 동안 양측은 2,500만 달러의 매각 가격에 합의했으며, 미국은 "덴마크 정부가 그린란드 전체에 대한 정치적, 경제적 이익을 확대하는 데 반대하지 않겠다"는 덴마크의 요구를 수락했다. 찰스 프랜시스 홀과 로버트 피리의 탐험을 바탕으로 북부 그린란드에 대한 주장이 있었음에도 불구하고, 미국은 특히 인근 파나마 운하 때문에 구매가 더 중요하다고 판단했다. 역사학자 보 리데고르는 덴마크의 주권을 한 번도 다투지 않았으므로 그러한 선언의 효용성에 의문을 제기한다.
매입 당시 식민지에는 워터아일랜드가 포함되지 않았는데, 이 섬은 1905년에 덴마크 국가가 개인 해운 회사인 동아시아 회사에 매각했다. 이 회사는 결국 1944년 덴마크의 독일 점령 기간 동안 이 섬을 미국에 매각했다.

### 비준
이 조약은 1916년 8월 4일 뉴욕의 빌트모어 호텔에서 덴마크 공사 콘스탄틴 브룬과 로버트 랜싱 국무장관에 의해 서명되었다. 미국 상원은 1916년 9월 7일 조약을 승인했다. 덴마크 국민투표는 1916년 12월 14일에 실시되었고, 12월 22일 덴마크 의회는 조약을 비준했다. 우드로 윌슨 미국 대통령은 1917년 1월 16일 조약을 비준했다. 조약 비준서는 1917년 1월 17일 워싱턴 D.C.에서 공식적으로 교환되었다. 1월 25일, 윌슨 대통령은 조약에 대한 선언을 발표했고, 3월 9일, 크리스티안 10세 덴마크 국왕도 선언을 발표했다.
1917년 3월 31일, 워싱턴 D.C.에서 로버트 랜싱 국무장관이 콘스탄틴 브룬 덴마크 공사에게 2천5백만 달러의 금화에 대한 영장을 제시했다. 2세기 넘게 소유했음에도 불구하고 서인도를 투자로 보았던 덴마크인들 사이에서는 매각에 대한 큰 반응이 없었다.

## 비용
아이오와 대학교의 데이비드 R. 바커는 미국 영토 획득 중 버진아일랜드 인수는 "가장 명확한 순현재가치 마이너스 인수 사례"라고 밝혔다. 그는 "비용이 높고 순수익은 없었다"고 썼으며, 1922년 해군 세출법 때문에 모든 세수가 지방 정부로 귀속된다.

## 내용주
1. ↑  미국 영토의 가장 최근 확장은 1986년 11월 북마리아나 제도가 미국 주권 하에 들어왔을 때이다.[1]